# Regionale Raad van de Hefervallei
De Regionale Raad van de Hefervallei (Hebreeuws: מועצה אזורית עמק חפר, Mo'atza Azurit Emek Hefer) is een regionale raad in Israël.

## Gemeenschappen
Kibboetsen:
| - Bahan - Ein HaHoresh - Givat Haim (Ihud) | - Givat Haim (Meuhad) - HaMa'apil - HaOgen | - Ma'abarot - Mishmar HaSharon - Yad Hana |

Mosjaven:
| - Achitoev - Avichajil - Beërotajim - Beet HaLevi - Beet Cherut - Beet Jannai - Beet Jitzchak-Sha'ar Chefer | - Beetan Aharon - Boergata - Eliashiv - Gan Josjija - Geulei Teiman - Givät Sjapira - Hadar Am | - Haniel - Havatzelet HaSharon - Herev Leët - Hibat Tzion - Hogla - Kfar Haim - Kfar Haroeh | - Kfar Monash - Kfar Vitkin - Kfar Jedidia - Mikhmoret - Olesj - Ometz |

Dorpen:
| - Bat Hen - Bat Hefer - Beit Hazon - Hofit | - Shoshanat HaAmakim - Tzukei Yam - Mevo'ot Yam |

Abu Basma · Alona · al-Batuf · Be'er Tuvia · Beit She'an Vallei · Bnei Shimon · Brenner · Bustan al-Marj · Centraal Arava · Drom HaSharon · Esjkol · Gan Raveh · Gederot · Gezer · Gilboa · Golan · Gush Etzion · Har Hebron · Hefervallei · Hevel Eilot · Hevel Modi'in · Hevel Yavne · Hof Ashkelon · Hof HaCarmel · Hof HaSharon · Jizreëlvallei · Emek HaYarden · Bik'at HaYarden · Lakhish · Lev HaSharon · Lodvallei · Lager Galilea · Ma'ale Yosef · Mateh Asher · Mateh Binyamin · Mateh Yehuda · Megiddo · Megilot · Menashe · Merhavim · Merom HaGalil · Mevo'ot HaHermon · Misgav · Nahal Sorek · Ramat HaNegev · Sha'ar HaNegev · Sdot Negev · Shafir · Shomron · Tamar · Hoger Galilea · Yoav · Zevoeloen